# Cascada Mișina
Cascada Mișina este o arie protejată de interes național ce corespunde categoriei a IV-a IUCN (rezervație naturală de tip mixt) situată în județul Vrancea, pe teritoriul administrativ al comunei Nistorești.

## Localizare
Aria naturală se află în extremitatea vestică a județului Vrancea (în apropierea limitei cu Județul Buzău), în Munții Vrancei (grupare muntoasă a Carpaților de Curbură) la o altitudine medie de 1200 m, în bazinul superior al râului Mișina (afluent de dreapta al văii Nărujei).

## Descriere

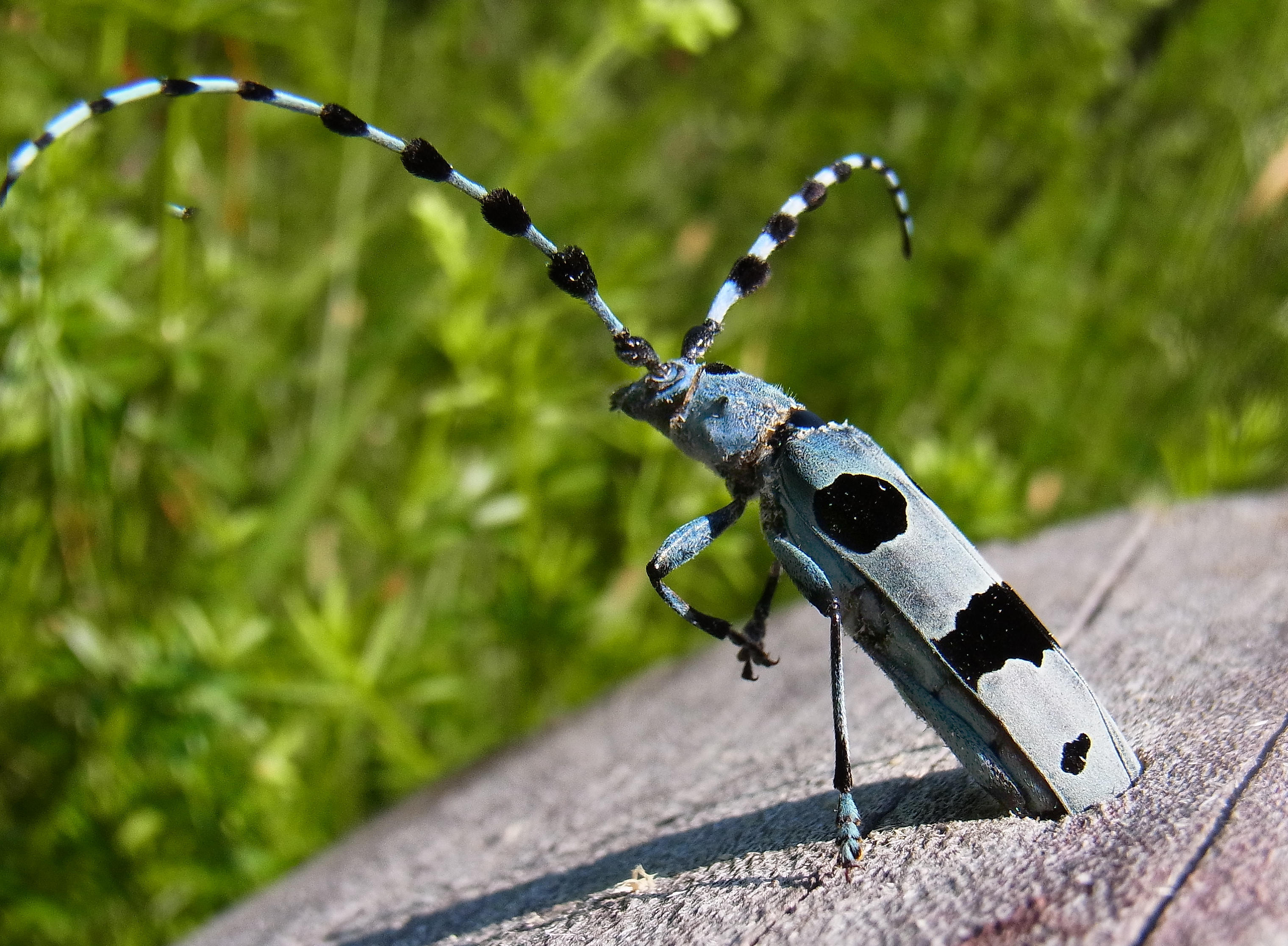
Croitorul de fag (Rosalia alpina)

Rezervația naturală a fost declarată arie protejată prin Legea Nr.5 din 6 martie 2000 (privind aprobarea Planului de amenajare a teritoriului național - Secțiunea a III-a - zone protejate) și se întinde pe o suprafață de 183,50 hectare. Aceasta reprezintă o zonă naturală de un deosebit interes geologic, floristic, faunistic și peisagistic din zona muntoasă a Vrancei.
În arealul rezervației naturale sunt prezente trei tipuri de habitate (Păduri de fag de tip Luzulo-Fagetum, Păduri dacice de fag (Symphyto-Fagion) și Fânețe montane); ce adăpostesc o gamă floristică și faunistică specifică Subcarpaților de Curbură.
Cascada Mișina se suprapune sitului de importanță comunitară omonim, la baza desemnării căruia se află câteva specii faunistice enumerate în anexa I-a a Directivei Consiliului European 92/43/CE din 21 mai 1992 (privind conservarea habitatelor naturale și a speciilor de faună și floră sălbatică) sau aflate pe lista roșie a IUCN; printre care trei mamifere: urs carpatin (Ursus arctos), lup cenușiu (Canis lupus) și râs eurasiatic (Lynx lynx) care viețuiesc alături de cerb (Cervus elaphus), căprioară (Capreolus capreolus) și pisică sălbatică (Felis silvestris); trei specii de amfibieni: ivorașul-cu-burta-galbenă (Bombina variegata), tritonul cu creastă (Triturus cristatus) și salamandra carpatică (Triturus montandoni); precum și un pește din specia Cottus gobio (zglăvoacă) și croitorul de fag, un coleopter din specia Rosalia alpina.

## Monumente și atracții turistice
În vecinătatea sitului se află câteva obiective de interes istoric, cultural și turistic; astfel:

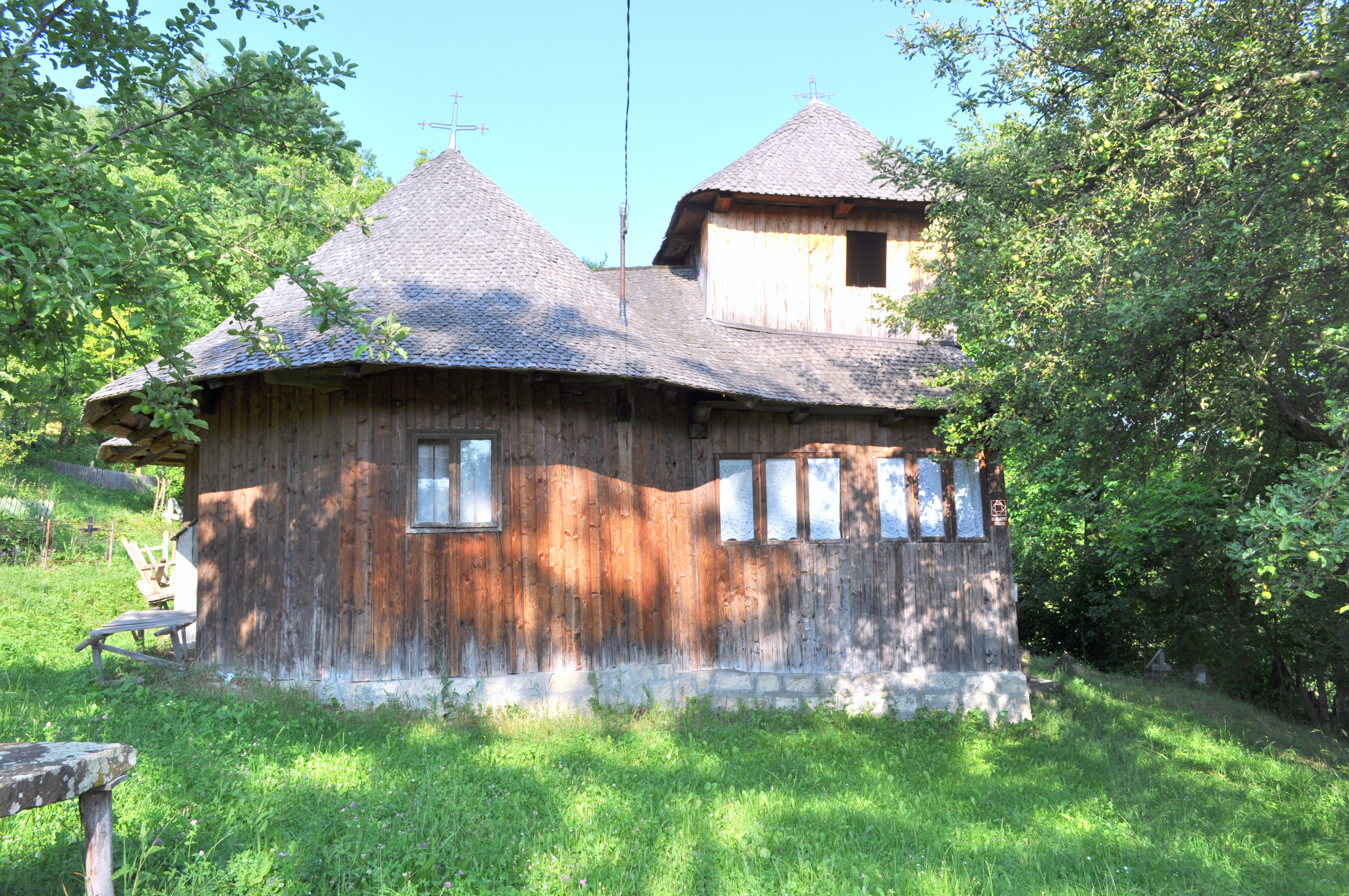
Biserica de lemn din Nistorești

- Biserica de lemn „Adormirea Maicii Domnului” din Schitul Valea Neagră, construcție 1755, monument istoric.
- Biserica de lemn „Sfinții Voievozi” din Nistorești, construcție 1750, monument istoric.
- Biserica Cuvioasa Paraschiva din Năruja, construcție 1788, monument istoric.
- Ariile protejate: Căldările Zăbalei - Zârna Mică, Lacul Negru - Cheile Nărujei I, Muntele Goru și Pădurea Verdele - Cheile Nărujei II.

## Căi de acces
- Drumul județean DJ205M pe ruta: Năruja - Podu Nărujei - Rebegari - Nistorești - Vetrești-Herăstrău - Valea Neagră.